# Trophée Ed-Chynoweth
Le trophée Ed-Chynoweth est remis annuellement au meilleur marqueur de la coupe Memorial.
Ed Chynoweth fut le président de la Ligue de hockey de l'Ouest (LHOu) de 1972 à 1996. Chynoweth fut également président de la Ligue canadienne de hockey (LCH) de 1975 à 1996.

## Lauréats
Le trophée est remis chaque année depuis 1996 à l'exception de 2020 et 2021, la coupe Memorial n'étant pas disputée en raison de la pandémie de Covid-19,.
| Saison | Récipiendaire                  | Équipe                   | Ligue |
| ------ | ------------------------------ | ------------------------ | ----- |
| 1996   | Philippe Audet                 | Prédateurs de Granby     | LHJMQ |
| 1997   | Christian Dubé                 | Olympiques de Hull       | LHJMQ |
| 1998   | Andrej Podkonicky              | Winter Hawks de Portland | LHOu  |
| 1999   | Justin Davis                   | 67 d'Ottawa              | LHO   |
| 2000   | Ramzi Abid                     | Mooseheads d'Halifax     | LHJMQ |
| 2001   | Simon Gamache                  | Foreurs de Val-d'Or      | LHJMQ |
| 2002   | Matthew Lombardi               | Tigres de Victoriaville  | LHJMQ |
| 2003   | Gregory Campbell               | Rangers de Kitchener     | LHO   |
| 2004   | Doug O'Brien                   | Olympiques de Gatineau   | LHJMQ |
| 2005   | Sidney Crosby                  | Océanic de Rimouski      | LHJMQ |
| 2006   | Gilbert Brulé                  | Giants de Vancouver      | LHOu  |
| 2007   | Michal Řepík                   | Giants de Vancouver      | LHOu  |
| 2008   | Justin Azevedo                 | Rangers de Kitchener     | LHO   |
| 2009   | Jamie Benn                     | Rockets de Kelowna       | LHOu  |
| 2010   | Taylor Hall                    | Spitfires de Windsor     | LHO   |
| 2011   | Andrew Shaw                    | Attack d'Owen Sound      | LHO   |
| 2012   | Michael Chaput                 | Cataractes de Shawinigan | LHJMQ |
| 2013   | Nathan MacKinnon               | Mooseheads d'Halifax     | LHJMQ |
| 2014   | Henrik Samuelsson              | Oil Kings d'Edmonton     | LHOu  |
| 2015   | Leon Draisaitl                 | Rockets de Kelowna       | LHOu  |
| 2016   | Mitchell Marner                | Knights de London        | LHO   |
| 2017   | Dylan Strome et Taylor Raddysh | Otters d'Érié            | LHO   |
| 2018   | Sam Steel                      | Pats de Regina           | LHOu  |
| 2019   | Jakub Lauko                    | Huskies de Rouyn-Noranda | LHJMQ |
| 2022   | William Dufour                 | Sea Dogs de Saint-Jean   | LHJMQ |
| 2023   | Logan Stankoven                | Blazers de Kamloops      | LHOu  |
| 2024   | Easton Cowan                   | Knights de London        | LHO   |